# Matera capitale europea della cultura
La città di Matera è stata la capitale europea della cultura nel 2019, insieme a Plovdiv in Bulgaria.
Dopo Firenze (città europea della cultura nel 1986), Bologna (capitale europea della cultura nel 2000) e Genova (nel 2004), Matera è stata la quarta città italiana e la prima del sud Italia ad ottenere il titolo di capitale europea della cultura. Il motto di Matera 2019 è Open future.

## Storia
Candidata nel 2008, Matera è stata designata il 17 ottobre 2014, Capitale europea della cultura per il 2019. È la prima città dell'Italia meridionale a ricevere questo riconoscimento, ottenuto dopo essere entrata in una lista ristretta che comprendeva le candidature di altre 5 città italiane (Cagliari, Lecce, Perugia, Ravenna, Siena).
Il verdetto è stato comunicato da Steve Green, presidente della Giuria internazionale di selezione composta da 13 membri (sei italiani e sette stranieri), al Ministro dei beni e delle attività culturali e del turismo (MiBAC) Dario Franceschini; lo slogan scelto da Matera per la sua candidatura è stato "Open Future".
Il 30 maggio 2018, la Fondazione Matera-Basilicata 2019 che ha gestito lo sviluppo del dossier di candidatura di Matera capitale europea della cultura per il 2019, ha vinto il premio Melina Mercourī (ideatrice delle capitali europee della cultura), assegnatole dalla giuria internazionale di selezione europea.

## Logo ufficiale

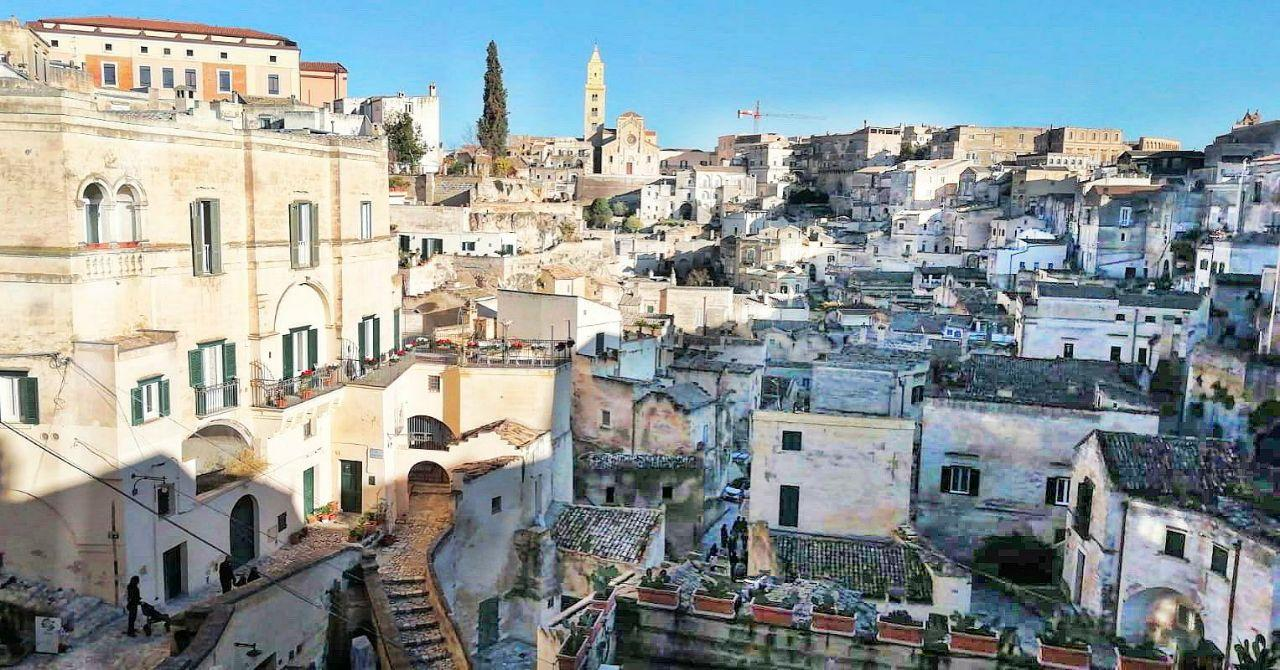
Il logo utilizzato fino al 2018

Il logo ufficiale di "Matera capitale europea della cultura per il 2019", disegnato da Ettore Concetti, riporta forme geometriche quadrate e rettangolari di diversa dimensione e gradienti del medesimo colore. A partire dal 2018 ha sostituito il vecchio logo utilizzato già in fase di candidatura, che rappresentava i cunicoli scavati nel tufo che diventano una W (la rete) e una M (Matera).

## Eventi
Per mettere in pratica quanto previsto dal dossier di candidatura, la Fondazione Matera-Basilicata 2019 ha messo a punto un calendario di eventi basato sui cinque temi principali del programma:
- Futuro remoto: una riflessione sul millenario rapporto dell'umanità con lo spazio e le stelle che, ripercorrendo i passi di uno dei residenti più illustri della regione (Pitagora), esplora l'antica bellezza della matematica e analizza le infinite possibilità del dialogo tra uomo e natura, ambientando concerti e percorsi di visita in luoghi di suggestione.
- Continuità e rotture: un'opportunità per affrontare le molteplici forme di vergogna a livello europeo, dalle diseguaglianze sociali, al risorgere del razzismo, all'incapacità di molti paesi europei di offrire futuro e speranza ai loro giovani, al dramma dell'esodo di disperati in fuga dalle guerre.
- Riflessioni e connessioni: riscoprire il valore del tempo e della lentezza, e dimostrare che l'arte, la scienza e la pratica diffusa della cittadinanza culturale possono rappresentare in tutta Europa gli elementi catalizzatori di un nuovo modello di comunità, radicato nella pratica della vita quotidiana.
- Utopie e distopie: intende testare schemi innovativi che rappresentino una sfida ai preconcetti: che per le città del Sud il turismo sia l'unica strada percorribile per la stabilità economica, che la tecnologia sia il solo modello di mediazione nelle relazioni, che la monocultura industriale sia l'unica possibilità di sviluppo. Con giochi e sport urbani e rurali, Matera sarà il terreno dove immaginare alternative possibili.
- Radici e percorsi: la mobilità è la linfa vitale della regione, dalla Magna Grecia a Roma, dalla tradizione della transumanza, dall'epoca di Bizantini, Longobardi, Arabi, Svevi, Angioini, la Basilicata è sempre stata spazio di incontro e convergenza, fra diaspore migratorie e ritorni.

Il programma inoltre si è basato su due progetti pilastro:
- I-DEA (Istituto Demo-Etno-Antropologico): l'archivio degli archivi, un viaggio attraverso le collezioni della Basilicata.
- Open Design School: un laboratorio internazionale al servizio della comunità e della scena creativa.

I temi del dossier di candidatura hanno anche ispirato le 4 grandi mostre previste dal programma di Matera 2019:
- Ars excavandi (dal 20 gennaio al 1º settembre)
- Rinascimento visto da Sud (dal 18 aprile al 15 settembre)
- La poetica dei numeri primi (dal 21 giugno al 30 novembre)
- Blind Sensorium. Il paradosso dell'antropocene (dal 6 settembre all'8 marzo 2020)

Ogni visitatore poteva, acquistando il passaporto per Matera 2019, oltre che assistere a tutti gli eventi del programma ufficiale, anche diventare "cittadino temporaneo" di Matera 2019, perché l'esperienza vissuta in questo anno a Matera e in Basilicata divenisse una modalità per sentirsi co-costruttori di una nuova idea di comunità in una visione più europeistica.

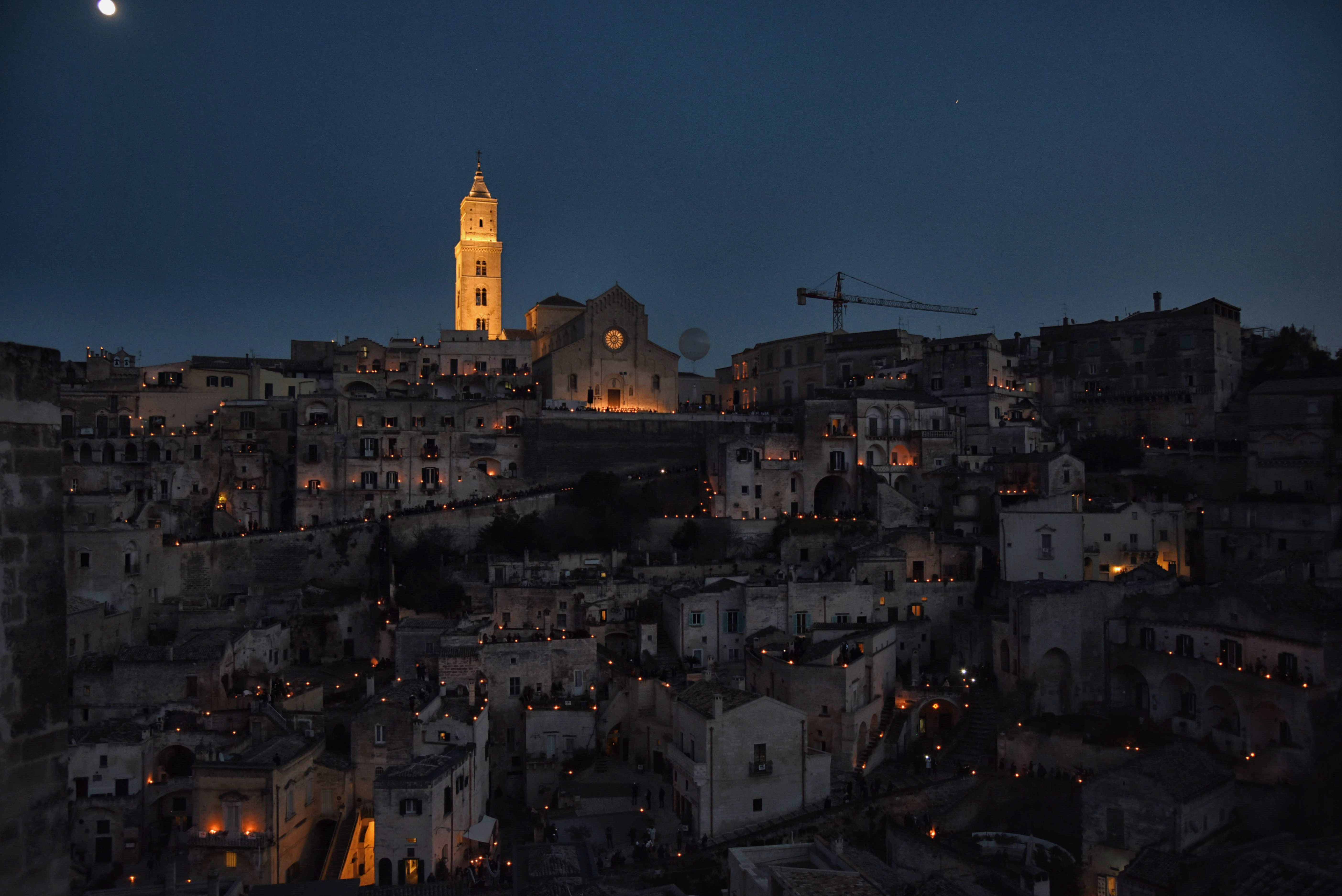
Cerimonia di apertura con "Matera cielo stellato"

Segue un estratto del calendario completo e aggiornato degli eventi presente sul sito ufficiale della manifestazione, ai quali si aggiungono gli eventi previsti dal progetto "Matera 2019 - Capitale per un giorno" che mira a sostenere le proposte creative presentate dai 129 Comuni lucani in linea con i temi inclusi nel dossier, e gli eventi rientranti nei "Progetti di Comunità", proposte pensate dai cittadini per i cittadini:
- 1 gennaio: Concerto di capodanno della Rai in piazza[13]
- 19 gennaio: Cerimonia di apertura, denominata «Open the Future!»[14][15] trasmessa in diretta su Rai 1 alla presenza del Presidente della Repubblica Sergio Mattarella, del Presidente del Consiglio Giuseppe Conte, del Presidente e dell'Amministratore Delegato della RAI Marcello Foa e Fabrizio Salini con la conduzione di Gigi Proietti e la partecipazione di Rocco Papaleo, Stefano Bollani, Arturo Brachetti e Skin.
- 20 dicembre: Cerimonia di chiusura, denominata «Open Future, Together!»[16], all'arena della Cava del Sole, con l'esibizione di Manuel Agnelli con gli Afterhours, Carmen Consoli, Daniele Silvestri, Rancore ed ospiti internazionali come Damon Albarn, Fatoumata Diawara e Lous and the Yakuza[17][18].

### Futuro remoto
- Lumen - Social Light - laboratori di autocostruzione (dal 26 gennaio al 30 novembre)
- Quantum Danza (da aprile ad agosto)
- Pitagora rewind: Da Metaponto a Samo (26 aprile - 17 maggio - 22 giugno - 28 giugno)
- Eu Japan Fest (dal 1º maggio al 31 ottobre)
- Echi d'acqua (dal 1º giugno al 30 settembre)
- Onda - concerti (giugno - settembre)
- Voices of the Spirit - Suoni dai mondi paralleli alle caverne - Music for Matera (dal 7 al 9 giugno)
- Festival n* stories: Trial of the shadowcasters (dal 13 giugno al 15 giugno)
- Heritage Games (dal 13 al 18 giugno)
- Mostra "La poetica dei numeri primi" (dal 21 giugno al 30 novembre)
- Matera vista dalla Luna (dal 15 al 22 luglio)
- The Apollo Soundtrack - Cosmic Jives (dal 18 al 20 luglio)
- Suoni di Pietra – MaterArmoniae (20 luglio - dal 6 all'8 dicembre)
- Gaze of Lisa (23 agosto)
- Suoni del Futuro Remoto: Nils Berg Cinemascope (24 agosto)
- Open Sound Festival - Where music is a common good (dal 29 agosto al 1º settembre)
- In Vitro: Sound Art Exhibition (dal 1º settembre al 29 settembre)
- In Vitro: artificial sonification (dal 1º settembre al 20 dicembre)
- Suoni del Futuro Remoto: Paolo Fresu live (24 settembre)
- Suoni del Futuro Remoto: Hilde Marie Holsen (25 settembre)
- Voices of the Spirit - Il viaggio di Galileo (23 novembre - 24 novembre)
- Silent City (dal 29 novembre al 1º dicembre)
- Progetti con le scuole: 19 Scuole x 19 Archivi - Patrimonio in gioco
- Airport City: Tuning Gravity's Strings

### Continuità e rotture
- Il sindaco contadino: Rocco Scotellaro (21 gennaio)
- Future Digs (dal 1º febbraio)
- Le lezioni materane di Radio 3 (una volta al mese da febbraio)
- Lezioni di cinema - Tatti Sanguinetti. Ieri: Andreotti e il cinema (7 febbraio)
- Lezioni di storia - Oltre i confini. Ai confini dell'Europa: da Adrianopoli a Poitiers (9 febbraio)
- Laboratorio teatrale: dalla storia al teatro (18 febbraio-3 giugno)
- Lezioni di storia - Oltre i confini. Ai confini della terra: da Colombo a Google (23 febbraio)
- Democrazia è: il potere di realizzare (27 febbraio)
- Humana Vergogna - spettacolo teatrale (dal 1º marzo al 9 marzo)
- Lezioni di storia - Oltre i confini. Ai confini della fede: cristiani e musulmani alla crociata (9 marzo)
- Città resilienti: dialoghi filosofici tra Modena e Matera (16-17 marzo)
- Atlante delle emozioni delle città. La secretissima camera de lo core (dal 23 marzo al 31 luglio)
- Festival dello sguardo (23 marzo)
- Lezioni di storia - Oltre i confini. Ai confini dell'Europa: da Versailles a Berlino (23 marzo)
- Lezioni di storia - Oltre i confini. Ai confini della speranza: il viaggio degli emigranti (6 aprile)
- Rivelation Revelation Rid (dal 1º giugno al 31 agosto)
- Petrolio, uomo e natura nell'epoca dell'Antropocene: festival di arti performative (dal 14 al 23 giugno)
- La più bella delle vergogne - spettacolo di danza contemporanea (5-6 luglio - 9-10 novembre)
- Matera Heroes Pride (20 luglio)
- Mostra "Architettura della Vergogna" (dal 23 luglio al 23 novembre)
- La bella vergogna - spettacolo teatrale (dal 10 al 14 agosto)
- Materadio (13-15 settembre)
- Tòpoi. Teatro e Nuovi Miti (dal 14 settembre al 6 ottobre - dal 5 al 16 novembre)
- Mostra "Terrae Motus" (dal 28 settembre al 20 gennaio)
- Progetti con le scuole - Matera 3019

### Riflessioni e connessioni
- People Places Purposes: 5 percorsi originali di Matera 2019 per i cittadini temporanei (dal 19 gennaio)
- Silent Academy: Laboratorio di sartoria (dal 21 gennaio all'8 marzo)
- Silent Academy: Workshop con lo stilista (dal 20 febbraio al 24 febbraio)
- Sport Tales (dal 23 febbraio)
- Silent Academy: Sotto lo stesso manto (dal 20 al 24 marzo)
- Storylines - The Lucanian Ways (dal 5 al 14 aprile - dal 30 agosto al 29 settembre)
- Terra e libertà: Rocco Scotellaro e il Sud (18 aprile)
- Poetry reading di Domenico Brancale (18 aprile)
- Mostra "Rinascimento visto da Sud" (dal 18 aprile al 15 settembre)
- Poeti loro malgrado: Gabriele Frasca e Lello Voce (19 aprile)
- Poetry reading di Yolanda Castano (19 aprile)
- Un poeta per ogni Tribunale: Identità e Processo - Le récit a' 360 degrés (20 aprile)
- Poetry reading di Nilson Muniz (20 aprile)
- Poetry reading di Aurélia Lassaque (21 aprile)
- Poetry reading di Eduard Escoffet (21 aprile)
- Il cinema di poesia tra antropologia e arte contemporanea (23 aprile)
- Nostos, il ritorno (24 aprile)
- Gli occhi, la bocca: il Cinema di Poesia di Marco Bellocchio (26 aprile)
- Purgatorio di Marco Martinelli e Ermanna Montanari: chiamata pubblica per la Divina Commedia di Dante (dal 17 al 20 maggio - dal 22 al 27 maggio - dal 29 maggio al 2 giugno)
- Ka art. Per una cartografia corale della Basilicata (dal 23 maggio)
- Formula Cinema: seminari, laboratori, proiezioni (dal 7 giugno)
- Un'installazione di Mimmo Paladino per la Silent Academy (dal 20 giugno al 7 luglio)
- Sinfonia per l'Europa: concerto dell'Orchestra Sinfonica Nazionale della Rai (24 luglio)
- Abitare l'opera: "Cavalleria Rusticana" (dal 2 al 4 agosto - dall'8 all'11 agosto)
- Festa della Terra: anteprima mondiale del film MaTerre (24 agosto)
- Mostra "Blind Sensorium. Il paradosso dell'antropocene" (dal 6 settembre all'8 marzo 2020)
- Mestiere Cinema Festival - giornate del cinema bulgaro (dal 23 al 27 ottobre)
- MaTerre VR Experience (dal 24 novembre al 21 dicembre)
- Duni Europa
- Residenze Matera 2019

### Utopie e distopie
- Matera Alberga: Arte Accogliente (dal 19 gennaio al 31 dicembre)
- Mater(i)a P(i)etra: mostra fotografica (dal 20 gennaio al 17 marzo)
- Mostra "Ars excavandi" (dal 20 gennaio al 1º settembre)
- Circus+: circo contemporaneo (dal 14 febbraio al 17 marzo)
- Solo: il nuovo one man show - di e con Arturo Brachetti (7 e 8 marzo)
- Gardentopia: tour dei giardini animati (dal 21 marzo)
- Architettura e città antiche: come renderle accessibili (27 marzo)
- Arti performative e disabilità nel Regno Unito e Italia (28 marzo)
- Padiglioni Invisibili (dal 30 marzo al 25 maggio - dal 15 giugno al 30 settembre - dal 10 ottobre al 30 gennaio)
- TransformAction - Festival Open Playful Space (25 maggio - 2 giugno)
- Race for the Cure (dal 27 al 29 settembre)
- Matera Città Aperta (dal 30 settembre al 6 ottobre)
- Plotera Weeks - Plovdiv and Matera together (dal 21 ottobre al 1º novembre)
- Urban Games: Festival dei Giochi Urbani (dal 31 ottobre al 3 novembre)

### Radici e percorsi
- Cammino delle generazioni: speranza di pace e disarmo (dal 13 al 27 gennaio)
- Festival la Terra del Pane (dal 26 gennaio al 1º maggio)
- Cammino delle letture: Simo de Florentia (26 gennaio - 30 marzo - 14 dicembre)
- Cammino delle generazioni: concerto musicale gospel (27 gennaio)
- Cammino degli organi a canne: (24 febbraio Miglionico - 30 marzo Salandra - 28 aprile Montalbano Jonico - 19 maggio Ferrandina - 30 giugno San Mauro Forte - 4 settembre Calvello - 7 settembre Sant'Agostino Matera)
- Cammino della Quaresima e della Pasqua: il Vangelo visto da un cieco (15 marzo)
- Dialogo con l'Assoluto: personale di scultura di Giovanni Bellettini (dal 16 al 31 marzo)
- Cammino della Quaresima e della Pasqua: In... canto d'amore (17 marzo)
- Mammamiaaa (24 marzo - 7 settembre)
- Cammino delle generazioni: il Paradiso dalla Divina Commedia (29 marzo)
- Cammino delle generazioni: la bellezza del vivere (30 marzo)
- Cammino delle generazioni: musica e arte sulla buona vita (31 marzo)
- Cammino delle generazioni: d'oro e di gemme - preziosi paramenti liturgici XVI-XVIII secolo (dal 6 aprile al 30 giugno)
- Cammino delle generazioni: cultura dal carcere (7 aprile)
- Cammino della Quaresima e della Pasqua: Passione vivente nei Sassi (12 aprile)
- Vegetable Orchestra in concert (13 aprile)
- Cammino delle cattedrali: Orchestra di fiati D'Ambrosio - Cattedrale di Tursi (27 aprile)
- M.E.M.O.R.I. - Museo Euro Mediterraneo dell'Oggetto Rifiutato (dal 3 maggio al 7 luglio)
- Cammino delle generazioni: in cammino... alla ricerca di sé (5 maggio - 20-21 luglio - 11 agosto - 24-25 agosto)
- Cammino dei santuari: O Dulcis Virgo Maria - (5 maggio Santuario di Picciano - 18 maggio Cattedrale di Acerenza - 20 luglio Santuario di Fonti - 21 luglio Parrocchia San Nicola Tolve - 11 agosto Santuario di Pierno - 24 agosto Santuario di Viggiano - 25 agosto Santuario di Anglona - 7 settembre Cattedrale di Matera)
- Cammino delle cattedrali: F. Mendelsshon Sinfonia n. 2 (10 maggio Cattedrale di Potenza - 11 maggio Cattedrale di Melfi)
- Cammino delle generazioni: dall'amore nessuno fugge (dall'11 al 18 maggio)
- Cammino delle generazioni: Prison Felloshp - esperienza di giustizia riparativa (11 maggio)
- Cammino delle generazioni: la bellezza tra tradizione e innovazione (11 maggio)
- Cammino delle generazioni: presentazione del libro "Il canto della fabbrica" (12 maggio)
- Cammino delle generazioni: crescere insieme in parrocchia (25 maggio - 5 luglio - 25 luglio)
- Cammino delle cattedrali: Concerto di musica classica - Fondazione Orchestra Lucana - Cattedrale di Tricarico (26 maggio)
- Breadway: Le vie del pane - Festival di food e design (dal 31 maggio al 9 giugno)
- Cammino delle generazioni: Reflection, concerto musica jazz (1 giugno - 7 settembre)
- Breadway: Le vie del pane - Laboratori del pane (dal 7 al 9 giugno)
- Cammino delle letture: Cultura di Pentecoste (9 giugno)
- Cammino delle generazioni: Concerto Cammino Confraternite (15 giugno)
- Cammino delle letture: Auschwitz - uomini e donne che hanno difeso il silenzio di Dio (15 giugno - 23 agosto - 16 ottobre)
- Cammino delle letture: dalla composizione alla musica al canto (28 giugno)
- Cammino delle letture: Concerto della corale Mysticus-concentus (29 giugno)
- Cammino delle cattedrali: duo pianoforte e canto - Concattedrale di Rapolla (30 giugno)
- Aware: spettacolo teatrale itinerante (dal 6 al 21 luglio)
- Cammino delle letture: Bibbia di Montefeltro miniature XIV sec. (dal 1º al 31 luglio)
- Cammino delle letture: musica divina et mundana (dal 13 luglio al 13 ottobre)
- Cammino delle letture: Cantico dei Cantici (13 luglio)
- Cammino delle generazioni: sfumature d'Africa (dal 4 al 18 agosto)
- Cammino delle sacre notti: Notte Sacra (10 agosto)
- Cammino delle generazioni: Ave Gratia Plena (10 agosto)
- Cammino delle cattedrali: nascita di una Cattedrale - Cattedrale di Acerenza (31 agosto)
- Cammino delle generazioni: grido della terra - minerali clandestini (dal 1º al 15 settembre)
- Cammino delle generazioni: tutti giù per terra (dal 1º all'8 settembre)
- Cammino delle sacre notti: concerto Ensemble Krom (7 settembre)
- Cammino delle sacre notti: Misa Tango (7 settembre)
- Cammino delle generazioni: il sale della terra (13 settembre)
- Cammino delle letture: la bellezza svelata della città di Melfi (14 settembre)
- Cammino delle letture: amore e psiche (14 settembre)
- Cammino delle letture: Cantico delle Creature (15 settembre)
- Mostra "Mediterranea" (dal 20 settembre al 19 gennaio)
- Cammino delle generazioni: Concerto Gen Verde (22 settembre)
- Cammino delle generazioni: generazioni a confronto - questa sera preparo io (27 settembre)
- Cammino delle letture: Parole, parola e... persone (3 ottobre)
- Cammino delle letture: Parole, parola e... cultura (4 ottobre)
- Cammino delle letture: Parole, parola e... ambiente (5 ottobre)
- Cammino delle generazioni: Concerto Oratorio Sacro (5 ottobre)
- Cammino delle letture: Parole, parola e... in scena (6 ottobre)
- Festival la Terra del Pane: I racconti del pane (dall'11 al 20 ottobre)
- Festival la Terra del Pane: Giochi del pane (dal 12 al 20 ottobre)
- Cammino delle generazioni: cani e gatti (12 ottobre)
- Mostra "Matera. Pietra e Pane" (dal 26 ottobre al 10 novembre)
- Cammino delle letture: Basilicata Jazz Orchestra (10 novembre)
- Cammino delle generazioni: presepe in famiglia ieri e oggi (30 novembre)
- Cammino dell'Avvento e del Natale: Il Drago Vecchio (6 dicembre)
- Cammino dell'Avvento e del Natale: Concerto gospel (7 dicembre)
- Cammino dell'Avvento e del Natale: Presepio e presepi (dal 14 dicembre al 10 gennaio)
- Cammino dell'Avvento e del Natale: Cantieri di speranza (22 dicembre)
- Cammino delle generazioni: Note di Natale... ieri e oggi (27 dicembre)
- Cammino Materano[19][20]

## Galleria d'immagini

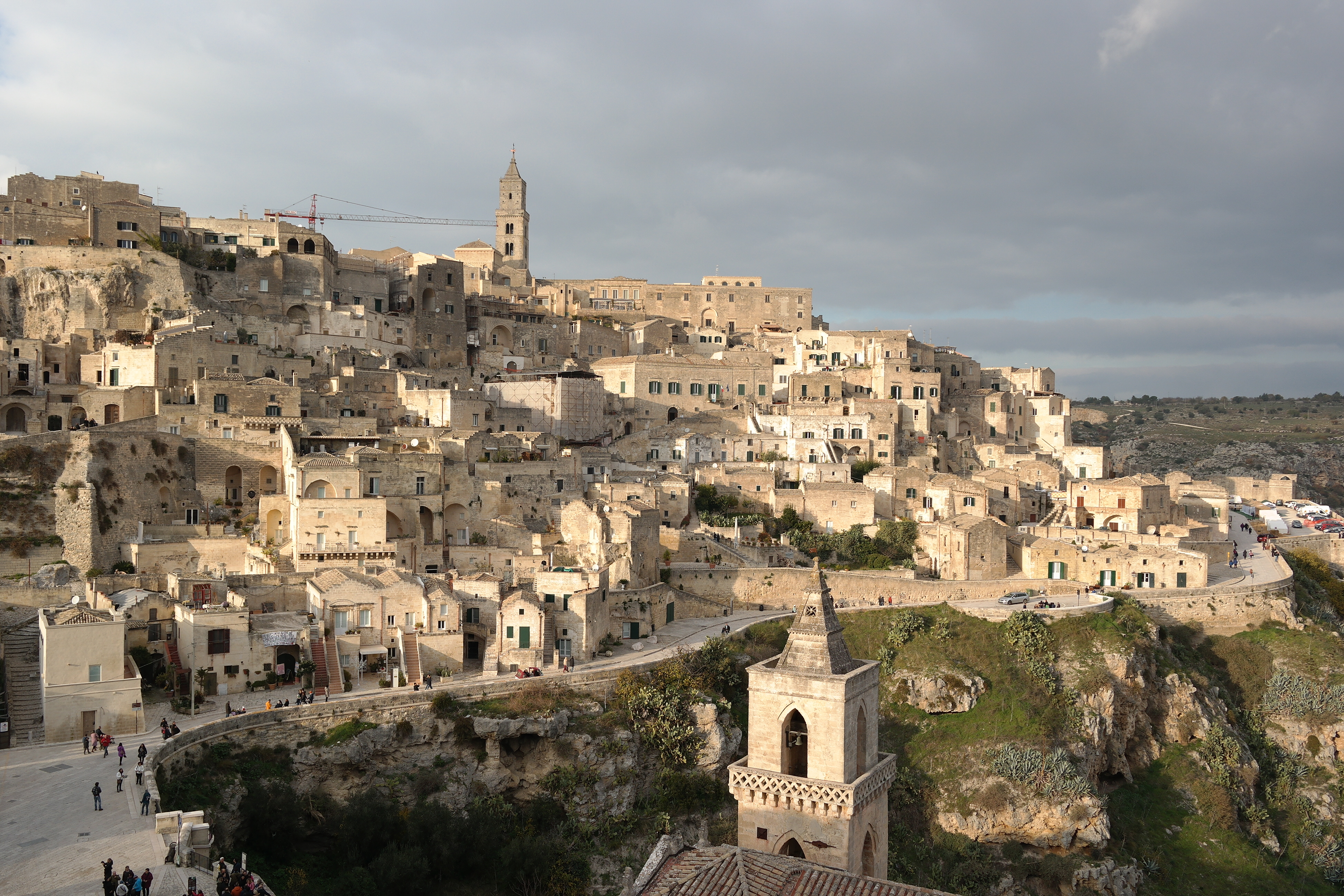
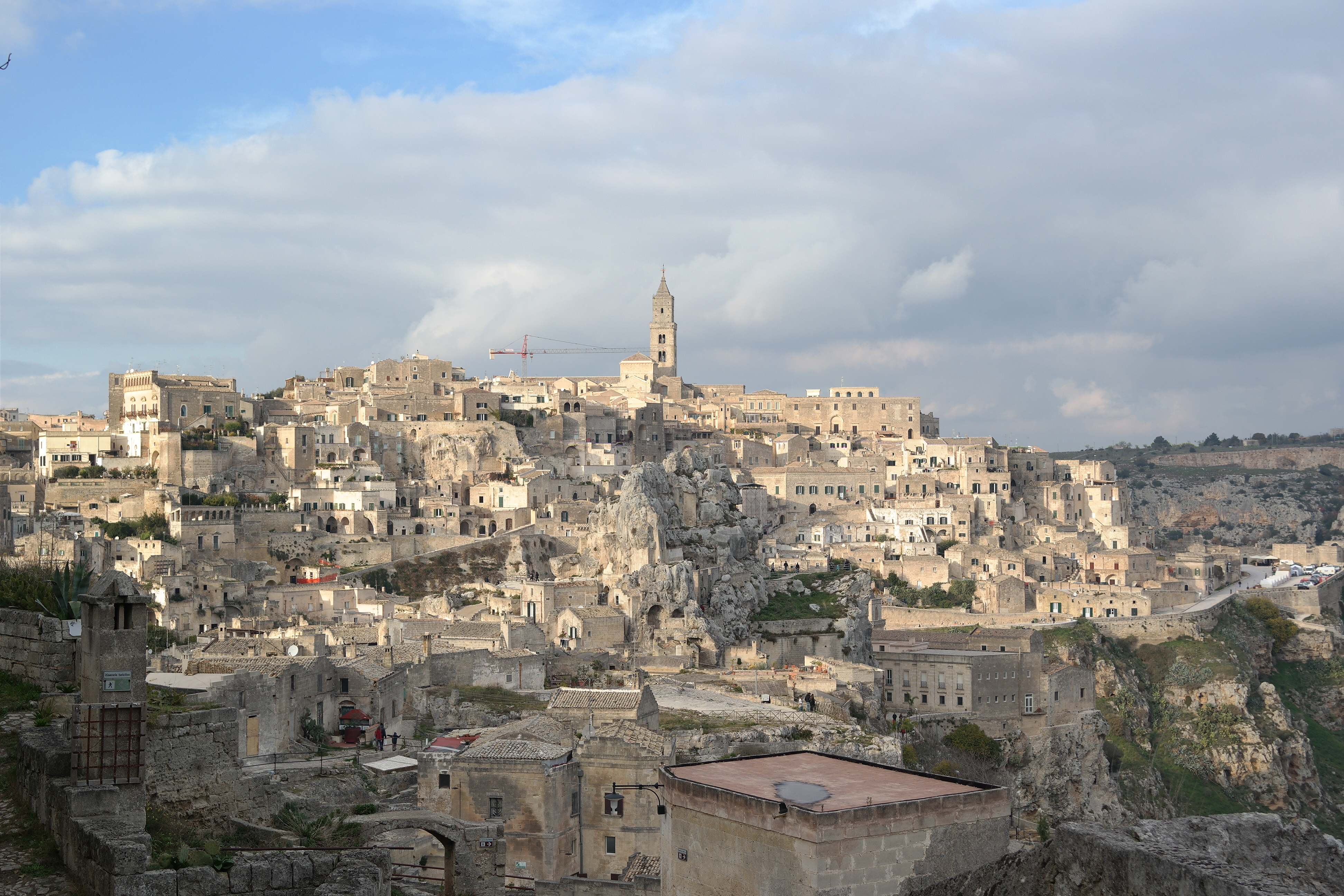